# Adelocosa
Adelocosa là một chi nhện trong họ Lycosidae.